# Joseph Zacharias Müller
Joseph Zacharias Müller (* 4. November 1782 in Ostritz, Oberlausitz, Kurfürstentum Sachsen; † 17. Februar 1844 in Glatz, Landkreis Glatz, Provinz Schlesien) war ein Philologe, Lehrer und Gymnasialdirektor in Heiligenstadt, Prag, Braunsberg, Konitz und Glatz, der Hauptstadt der Grafschaft Glatz.

## Leben
Müller entstammte aus einer Weberfamilie und erlernte selbst diesen Beruf. Danach wurde er Präzeptor (Hilfslehrer) an der örtlichen Schule. Seit 1793 lebte er im St.-Joseph-Konvikt in Breslau (1801/04 lebte dort auch Joseph von Eichendorff). Seit 1803 studierte er Philosophie an der Universität Breslau. 1805 wechselte Müller die Universität Halle, wo er Philologie studierte. 1806 ging er für fünf Monate nach Leipzig und kehrte dann auf Einladung von Friedrich August Wolf als Student nach Halle zurück.
Anfang 1809 begann Müller eine Tätigkeit als Oberlehrer im thüringischen Heiligenstadt, das damals zu Preußen gehörte. Ende 1810 ging er nach Prag zu dem tschechischen Sprachforscher Josef Dobrovský, wo er zwei Altrussische Chroniken übersetzte. Auf Vermittlung von Friedrich Schleiermacher war er seit Ende 1811 Oberlehrer am neu eröffneten katholischen Gymnasium im ostpreußischen Braunsberg.
1819 wurde Müller der zweite Direktor des neu eröffneten Katholischen Gymnasiums in Konitz in Westpreußen. Seit 1829 war er Direktor des Katholischen Gymnasiums in Glatz, wo er 1844 starb.
Müller veröffentlichte Schriften zu sprachwissenschaftlichen, historischen und schuldidaktischen Themen.